# Paolo Deplano
Paolo Deplano, né le 13 novembre 1980 à Villacidro, est un dessinateur de bande dessinée italien.

## Œuvre

### Albums de bande dessinée
- Les Exilés d'Asceltis, scénario de Nicolas Jarry, dessins de Paolo Deplano, Soleil Productions

1. Messager blanc, 2007  (ISBN 978-2-84946-790-9)
2. Le Fils d'Obion, 2008  (ISBN 978-2-302-00303-3)
3. Le Peuple trahi, 2009  (ISBN 978-2-302-00795-6)

- Mercenaires, scénario de Nicolas Jarry, dessins de Paolo Deplano, Soleil Productions

1. La Meute du Griffon, 2012  (ISBN 978-2-302-01634-7)
2. Le Seigneur des Trois Cités, 2012  (ISBN 978-2-302-02272-0)
3. Ju-Œil-de-Dragon, 2013  (ISBN 978-2-302-02567-7)

- Nains !, scénario de Nicolas Jarry, dessins de Paolo Deplano, Soleil Productions

1. Y'a pas que la picole dans la vie !, 2010  (ISBN 978-2-302-01331-5)

- Un coin de ciel bleu, scénario de Nicolas Jarry, dessins de Paolo Deplano, Delcourt, collection Humour de rire

1. L'Odeur du foin…, 2010  (ISBN 978-2-7560-1839-3)
2. Le Bruit des pas dans la neige, 2011  (ISBN 978-2-7560-2197-3)

### Albums d'illustrations
- Les Dragons, dessins d'Arnaud Boudoiron, Olivier Héban, Paolo Deplano, Gwendal Lemercier, Tregis, Kyko Duarte, Djief, Jean-Paul Bordier, Alain Brion, Pierre-Denis Goux, Valentin Sécher, Rémi Torregrossa et Erwan Seure-Le-Bihan, Soleil Productions, collection Soleil Celtic, 2011  (ISBN 978-2-302-01922-5)